# (1922) Zulu
(1922) Zulu (1949 HC) – planetoida z grupy pasa głównego asteroid okrążająca Słońce w ciągu 5,83 lat w średniej odległości 3,24 j.a. Odkryta 25 kwietnia 1949 roku.